# Nagrada "Grigor Vitez"
Nagrada "Grigor Vitez" je nagrada koja se dodjeljuje za dječju knjigu u Hrvatskoj. Prva je nagrada u tom području u Hrvatskoj. 
Područje koje se nagrađuje je književni tekst i ilustracije, unutar vremenskog razdoblja od protekle godine. Ustanovljena je 1967. godine. Imenovana je u čast hrvatskom književniku Grigoru Vitezu. Savez društava "Naša djeca" Hrvatske osnivač je i pokrovitelj ove nagrade. Nagrada je novčana, a dobitnici dobivaju i diplomu te kip "Pticu" (djelo kiparice Ksenije Kantoci).
Od 2017. godine dodijeljuju se Nagrade "Ptičica" Dječeg žirija koji se organizira u suradnji s Hrvatskim centrom za dječju knjigu pri Knjižnicama grada Zagreba.

## Dobitnici nagrada
— za djela koja su prvi put objavljena u kalendarskoj godini:
- 1967.: Ratko Zvrko za knjigu Grga Čvarak[2]
- 1968.: Danica Rusjan[3]
- 1969.: Cvijeta Job za ilustraciju;[4] Dubravko Horvatić za zbirku pjesama i priča "Stanari u slonu"[5]
- 1970.: Sunčana Škrinjarić ; Ivica Ivanac za knjigu Najljepši posao na svijetu ili kako nastaje kazališta predstava
- 1971.:
- 1972.:
- 1973.:
- 1974.: Čedo Prica[6]
- 1975.: Ivan Antolčić[7]
- 1976.: Branko Hribar za knjigu Adam Vučjak
- 1977.:
- 1978.: Sunčana Škrinjarić
- 1979.: Joško Marušić za ilustraciju (Mačak u trapericama)
- 1980.: Ivan Antolčić[7]
- 1981.:
- 1982.: Joško Marušić za ilustraciju (Početak plovidbe)
- 1983.: Sunčana Škrinjarić
- 1984.:
- 1985.:
- 1986.:
- 1987.: Ivan Antolčić[7]
- 1988.:
- 1989.: Ivan Antolčić[7]
- 1990.: Sanja Pilić za knjigu O mamama sve najbolje
- 1991.:
- 1992.: Miroslav Dolenec Dravski za zbirku dijalektalne poezije Zagovor zemlji ; Ivan Antolčić[7]
- 1993.:
- 1994.:
- 1995.:
- 1996.:
- 1997.:
- 1998.:
- 1999.:
- 2000.:
- 2001.:
- 2002.: Sanja Pilić za knjigu Sasvim sam popubertetio
- 2003.:
- 2004.:
- 2005.:
- 2006.: Višnja Stahuljak za knjigu "Bijeli zec i drugi igrokazi"; Dražen Jerabek za ilustracije u slikovnici "Gorski duh" Želimira Hercigonje; Tomislav Zlatić za ilustracije u knjizi "Esperel – grad malih čuda" Sanje Lovrenčić; pohvale je dobio zagrebački izdavač "Mozaik knjiga" za biblioteke "Miro Gavran za mlade" i "Sanja Pilić za mlade" urednika Zorana Maljkovića; Marsela Hajdinjak za slikovnicu "Vodenjak i stara kruška" Želimira Hercigonje
- 2007.:
- 2008.:
- 2009.: Nada Mihelčić za knjigu "Zeleni pas"
- 2010.:
- 2011.: Igor Rajki za knjigu "Posuđene ispričnice"
- 2012.:
- 2013.:
- 2014.:
- 2015.: Marsela Hajdinjak za slikovnice "Djevojčica sa šibicama" H.C. Andersena i "Maca papučarica" Ele Peroci
- 2016.: Sanja Pilić za knjigu Pošalji mi poruku
- 2017.: Marsela Hajdinjak za slikovnicu "NURU N'ZURI" koju je napisao Ludwig Bauer
- 2018.: Vlado Raić, Nena Lončar, Dubravka Kolanović, Manuel Šumberac i Silvija Šesto
- 2019.: Zoran Ferić, Roman Simić i Nada Mihaljević za književni tekst, te Manuel Šumberac i Vendi Vernić za ilustraciju; Ivan Vitez posthumno se dodjeljuje posebno priznanje Srebrna ptica Nagrade “Grigor Vitez”[1][8]
- 2020.: Andrijana Grgičević i Elizabeta Končić Trlek za književni tekst, te Hana Vrca i Dominik Vuković za ilustraciju; Tito Bilopavlović posebno priznanje Nagrade „Grigor Vitez“[1][9]
- 2021.: Sven Adam Ewin i Zoran Pongrašić za književni tekst, te Lucija Mrzljak i Manuela Vladić Maštruko za ilustraciju[1][10]
- 2022.: Ines Marciuš Kruljac i Lada Martinac-Kralj za književni tekst, te Nina Ivanović, Hana Tintor i Vendi Vernić za ilustraciju[1][11][12]
- 2023.: Andrijana Grgičević i Zoran Pongrašić za književni tekst, te Maja Biondić i Ana Salopek za ilustraciju[1][13]

## Vanjske poveznice
- http://www.kgz.hr/default.aspx?ID=2033 O nagradi i dobitnici